# Ibéria (região do Cáucaso)

Ibéria ou Cártlia (em georgiano: ქართლი; romaniz.: Kartli) é a maior e mais populosa província da Geórgia Oriental. Ela inclui a capital, Tiblíssi, e mais duas cidades importantes, Gori e Rustavi. Esta província é delimitada ao norte pela cadeia de montanhas do Grande Cáucasos, a leste pela província de Caquécia, pelo Azerbaidjão e Armênia ao sul, pela Turquia e pela região Mesquécia-Javaquécia ao sudoeste e pela província de Imerícia ao oeste.

## História
No século III a.C. estabeleceu-se nesta região do antigo Reino da Ibéria. Em 337, seu rei decretou como religião oficial de Ibéria o Cristianismo. No início da Idade Média, Ibéria perdeu sua importância política devido à luta entre o rei e senhores feudais poderosos, bem como devido à agressão do poderoso Império Sassânida. Mesmo assim, de certa forma, manteve-se como líder da Geórgia devido à independência de sua Igreja e cultura da influência bizantina. Ibéria foi parte de um Reino Georgiano na Idade Média central. A Geórgia foi unificada no início do século XI mas Tiblíssi, a principal cidade de Ibéria, só foi liberada em 1122. Logo depois, a capital da Geórgia foi transferida de Cutáissi para Tiblíssi. Após a desintegração do Reino unido no século XV, Ibéria tornou-se um Reino independente, que sofreu frequentes invasões persas. Em 1762, o Reino de Ibéria foi unido com o adjacente Reino da Caquécia. Este reino também foi logo enfraquecido pela agressão persa. Em 1801 o Reino de Cártlia-Caquécia foi anexado ao Império Russo. Ibéria foi parte de uma República Democrática da Geórgia independente entre 1918 e 1921, da RSFS Transcaucasiana entre 1922 e 1936 (cuja capital era Tiblíssi, a principal cidade da província e da Geórgia), e da RSS da Geórgia entre 1936 e 1991.

### Período pós-soviético
Após a desintegração da URSS em 1991, Ibéria é parte da República da Geórgia, e Tiblíssi, a principal cidade de Ibéria, é a capital da nação. Além de Tiblíssi, a província de Ibéria é dividida em três regiões administrativas: Baixa Ibéria (Kvemo Kartli, cuja capital é Rustavi), Misqueta-Montanhas (capital: Misqueta) e Ibéria Interior (Shida Kartli; capital: Gori). A última região oficialmente inclui o distrito histórico de Samachablo, cuja maior parte da população é de ossetas desde o século XVIII, e que possuía o status de distrito autônomo dentro da RSS da Geórgia durante o período soviético (1922-1991). Desde a guerra civil osseto-georgiana em 1991-1992, este distrito, agora conhecido como Ossétia do Sul, é um estado independente de facto, embora nenhuma nação reconheça oficialmente sua soberania.